# Fortuna Sittard Stadion

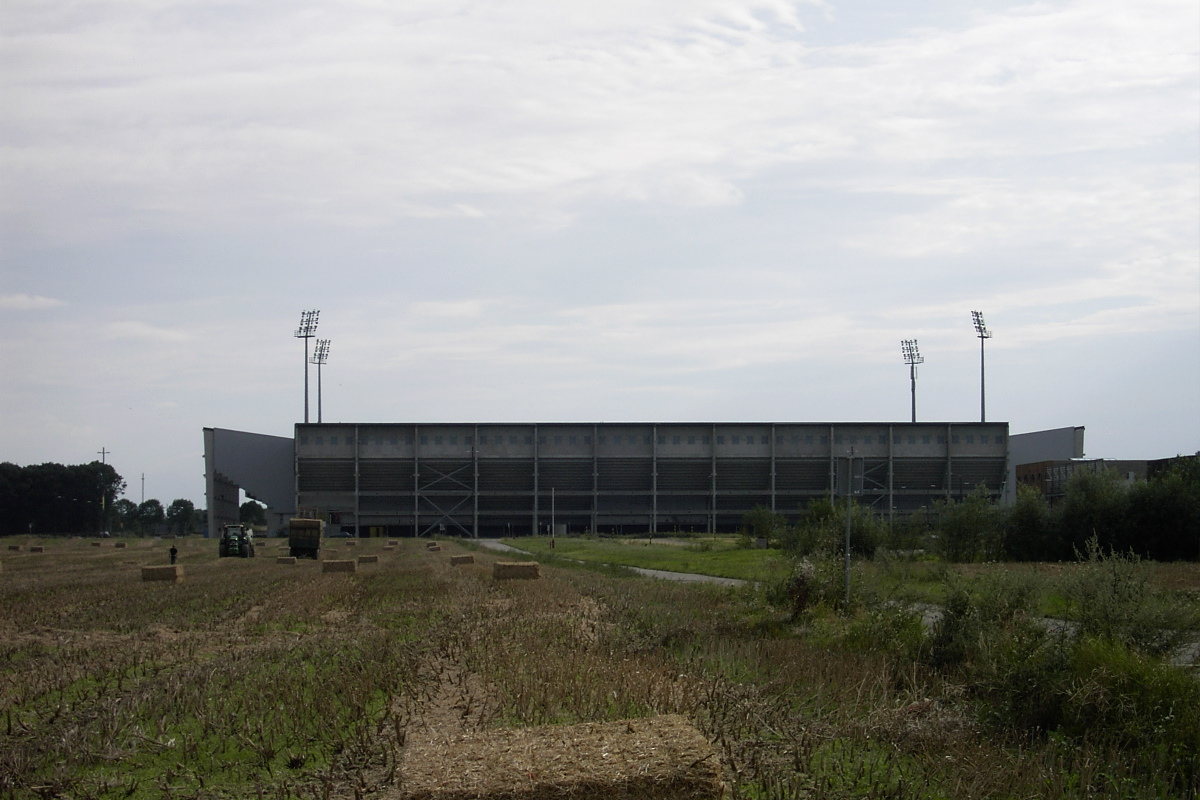
Trendwork Arena

Fortuna Sittard Stadion – wielofunkcyjny stadion w mieście Sittard w Holandii. Najczęściej używany jest jako stadion piłkarski, a swoje mecze rozgrywa na nim drużyna Fortuna Sittard. Stadion może pomieścić 12 500 widzów, a został wybudowany w 1999 roku. Zastąpił on dawny stadion Fortuny, De Baandert.